# میخائیل وکوویشچف
میخائیل وکوویشچف (روسی: Михаил Дмитриевич Вековищев؛ زادهٔ ۵ اوت ۱۹۹۸) شناگر اهل روسیه است.
وی در مسابقات کشوری و بین‌المللی در مجموع برندهٔ ۱۰ مدال طلا، ۱۲ مدال نقره، ۵ مدال برنز شده‌است.